# Blauer portugieser

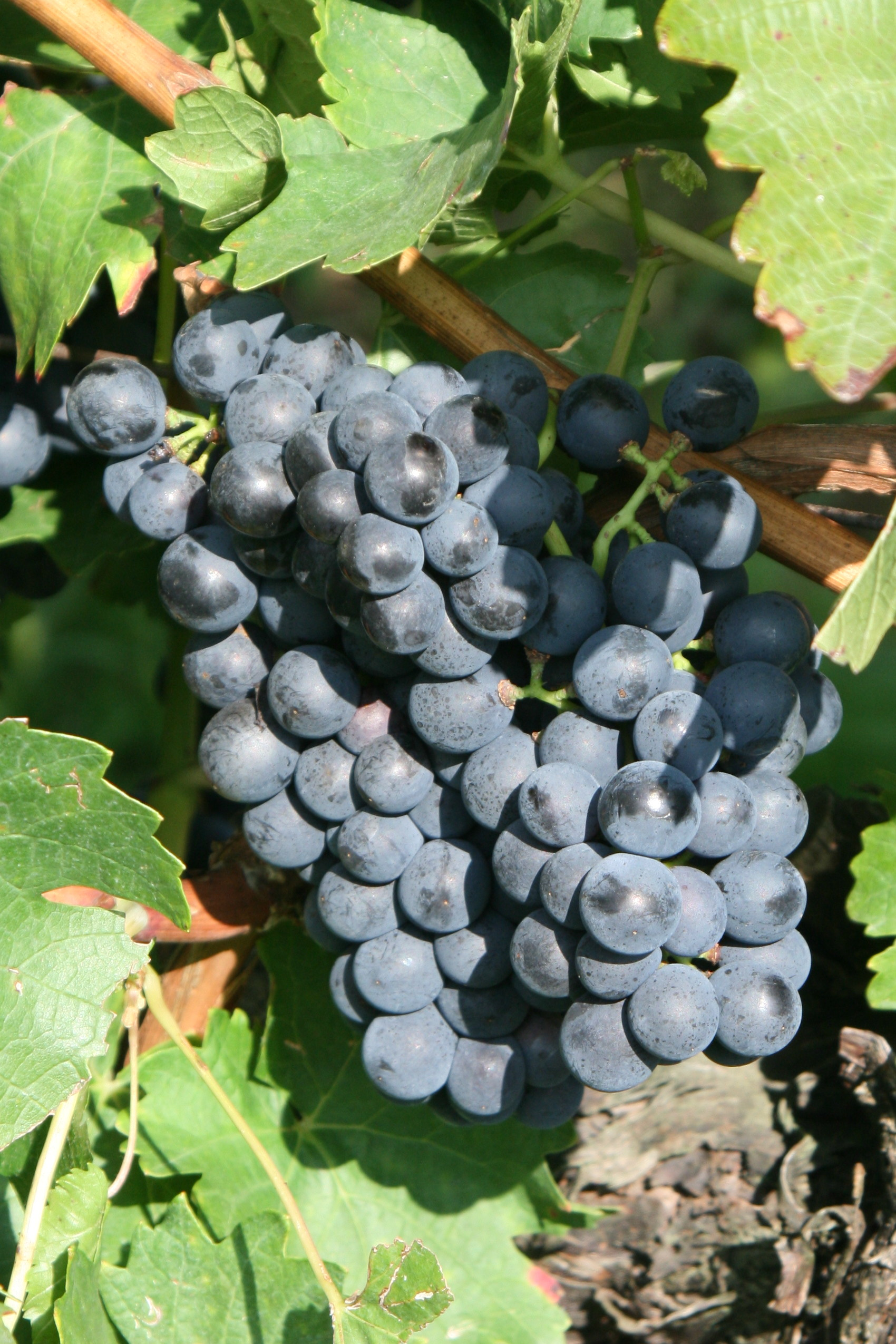
Racimo de blauer portugieser.

La blauer portugieser es una uva tinta austríaca y alemana. Se encuentra sobre todo en las regiones de Renania, el Palatinado y la Baja Austria. También es una de las uvas permitidas en el vino húngaro egri bikavér (sangre de toro). En Alemania, se cultiva en un área de 4551 hectáreas, lo que suponía el 4,5% de los viñedos en 2007. Las bodegas normalmente producen con esta uva un vino tinto simple y ligero, que se caracteriza por un cuerpo fresco y suave. También es frecuente producir con ella vino rosado. La baluer portugesier también es usada como uva de mesa, aunque no se vende como tal debido a que la venta de uva de vino como uva de mesa no está permitida en la Unión Europea. Desde el año 2000, los vinos de mayor calidad de las regiones en que se emplea se han realizado con uva portugesier. El uso de barricas de roble aporta aromas adicionales que compiten con los vinos de Burdeos.

## Historia
El nombre de la uva sugiere que tiene un origen portugués y los ampelógrafos han descubierto pequeñas evidencias que sugieren que sí se da el caso. A menudo se ha dicho que el austríaco Johann von Fries trajo la uva de Oporto para sus estados cerca de Bad Vöslau in 1772. En Hungría se le ha llamado kékportó hasta hace poco por esta razón. Hay eviencias que indican que la uva se estableció ampliamente en Austria en el siglo XIX y que los esquejes fueron llevados a Alemania. Desde allí, se incrementaron las plantaciones de la uva, popularizándose durante el boom del vino tinto alemán de los años 70, cuando superó a la pinot noir (spätburgunder) en las plantaciones de uva tinta.

## Viticultura y vinificación
La uva es relativamente fácil de cultivar debido a su resistencia a varias enfermedades de la vid, como el coulure. No obstante, es algo susceptible al oídio. La vid puede producir altos rendimientos que a menudo superan los 120 hectólitros por hectárea. Una consecuencia negativa de estos altos rendimientos es que normalmente magnifican el usualmente bajo nivel de acidez que, si no se corrige durante la vinificación, puede producir vinos "flácidos" y aburridos. Producida generalmente en climas fríos, la uva es a menudo "chaptalizada" para aumentar los niveles de alcohol. Antiguamente algunos productores podían chaptalizar demasiado hasta el punto en que los altos niveles de azúcar podían aturdir la levadura durante la fermentación, dejando apreciables cantidades de azúcar residual y dulzor en el vino.

## Regiones vitícolas
La uva se encuentra normalmente en Austria y Alemania, pero también tiene presencia en otras regiones de Europa Central. En Austria, la uva creció en la Baja Austria y en el entorno de las ciudades de Alberndorf im Pulkautal, Retz y Thermenregion.
Es la tercera uva tinta más plantada en Austria, después de la zweigelt y de la blaufränkisch.
En Alemania la uva se encuentra a menudo en Renania y en el Palatinado, donde se usa para hacer vino de mesa para uso diario y el vino rosado weissherbst. En Ahr se mezcla normalmente con la spätburgunder.
En Rumanía y en Hungría la uva fue conocida como kékoporto o blue port, pero ha sido renombrada como portugieser recientemente. Allí, la uva produce un vino con un color oscuro, con bastante cuerpo que es normalmente envejecido en barrica de roble. En Hungría, es sobre todo cultivada en las regiones vitícolas de Villány, Eger y Szekszárd.
Es mezclada a menudo con la kékfrankos (blaufränkisch) y es un ingrediente permitido en el vino egri bikavér (sangre de toro) cuvée. En Croacia y Serbia (sobre todo en la región de Mt. Fruška Gora), la uva se hace a la manera del beaujolais nouveau. En el suroeste de Francia la uva es conocida como portugais bleu y está en declive en el departamento de Tarn pero sigue estando permitida en el vino de Gaillac conocido como gaillac rouge.

## Sinónimos
En otras partes del mundo la uva es conocida con los sinónimos autrichien, badener, blaue feslauertraube, feslauer, kékoportó (Hungría), modrý portugal (República Checa), portugizac plavi (Croacia), modra portugalka (Eslovenia), portugizer (Serbia), oporto, portugais bleu (Francia y Chile), portugieser, vöslauer, portugizac crni y portugaljka.